# Réserve naturelle régionale des grottes de Luppa
La réserve naturelle régionale des grottes de Luppa est un espace naturel protégé créé dans les Abruzzes en 2005, dans la province de L'Aquila,.

## Description
La réserve occupe environ 435 ha et a été créée en 2005. Elle tire son nom de la vallée de Luppa, commune située à la frontière des communes marsicanes de Sante Marie et Carsoli.
Le gouffre du Val di Luppa fait partie du territoire de la réserve naturelle contrôlée, immergée dans les châtaigneraies riches du territoire des monts Carseolani, situé à la frontière entre les Abruzzes et le Latium. Le chemin principal, long d'environ 5 km avec un dénivelé de 200 m, relie les deux entrées principales de la réserve situées sur la variante de route de la Tiburtina Valeria, entre Sante Marie et Castelvecchio. Non loin de la zone protégée de la vallée de Luppa s'étend la Réserve naturelle spéciale des grottes de Pierasecca située dans la commune voisine de Carsoli, tandis que dans la région du Latium se trouvent les grottes du Val de'Varri.

## Grottes de Luppa
Dans les bois de Luppa, au nord du mont Guardia d'Orlando, s'ouvre à environ 1 315 m d'altitude le gouffre de Luppa, une grotte traversée par un ruisseau souterrain et entourée d'une végétation fertile.
L'origine du nom du gouffre n'est pas claire, elle pourrait être liée au nom dialectal de la Upupa ou du loup, au terme latin lapis (c'est-à-dire « pierre »), ou encore à scyphus (scifo, « vase »). Certes, le toponyme Uppa ou Ippam est mentionné dans certains documents ecclésiastiques datant des XIe et XIIe siècles et ultérieurement dans les ouvrages Historiae Marsorum de Muzio Febonio (it), Memorie Istoriche delle tre Provincie d'Abruzzo  d'Anton Ludovico Antinori et sur une carte de 1735 du Dioecesis Marsorum de Diego (Didacus) de Revillas, dans laquelle, dans la zone appelée Luppa, il y avait des preuves évidentes d'une importante circulation d'eau souterraine. L'entrée de la cavité a été découverte à la fin des années 1800 par deux randonneurs, Giovanni Voltan et Carlo Ignazio Gavini, très actifs dans la Marsica.
Cependant, les explorations de la région ne commencèrent qu'à la fin des années 1920 grâce au club spéléologique romain dirigé par Carlo Franchetti (it). Initialement, 400 m ont été explorés, tandis que les années suivantes, une description topographique d'au moins 2 000 m a été réalisée.

## Flore
Le paysage végétal est caractérisé par la présence de forêts de châtaigniers, de hêtres et d'orno-ostrieti. Outre la répartition prédominante du châtaignier commun et du hêtre commun, on trouve également sur le territoire l'érable sycomore et le coudrier.